# Józef Trendota (1921–1989)
Józef Trendota (ur. 14 stycznia 1921 w Tarnowie, zm. 11 sierpnia 1989 w Warszawie) – polski ekonomista i komunistyczny polityk, minister finansów PRL w latach 1969–1971.

## Życiorys
Syn Józefa i Anny. W latach 1939–1943 księgowy w Komunalnej Kasie Oszczędności w Tarnowie, a następnie w fabryce papy. Od 1945 do 1947 pracował ponownie jako księgowy w hurtowni chemicznej w Katowicach, po czym przeniósł się do Centralnego Zarządu Przemysłu Chemicznego w Gliwicach na stanowisko dyrektora działu. Ukończył studia w Wyższej Szkole Ekonomicznej w Katowicach. Po studiach był pracownikiem naukowym WSE.
W 1948 wstąpił do Polskiej Partii Robotniczej i Polskiej Zjednoczonej Partii Robotniczej, od 1951 do 1953 wicedyrektor i dyrektor departamentu w Ministerstwie Finansów, po czym do 1969 był podsekretarzem stanu. W latach 1969–1971 minister finansów w rządzie Józefa Cyrankiewicza i Piotra Jaroszewicza. Od 25 lutego 1972 do 2 grudnia 1976 był prezesem Państwowej Komisji Cen.
Pochowany na starym cmentarzu w Tarnowie.

## Odznaczenia
- Order Sztandaru Pracy I klasy (1969)[2]